# Campagna della baia di Fundy
La campagna della baia di Fundy fu una serie di operazioni di deportazione degli acadiani che si svolsero nella baia di Fundy, in Nuova Scozia (America dei Nord), nell'ambito della guerra dei sette anni e che portarono allo scontro armato tra forze britanniche e forze francesi. La spedizione si concluse con la deportazione completa degli acadiani nella regione e la vittoria degli britannici.

## Contesto storico
La conquista dell'Acadia da parte degli britannici era iniziata nel 1710. Nei successivi 45 anni, gli acadiani si rifiutarono di giurare fedeltà alla Gran Bretagna, la quale ad ogni modo continuò a tollerare la loro presenza nel territorio, pur conscia che gli acadiani e la loro milizia avrebbero preso parte a diverse operazioni militari contro gli britannici come nel caso dei raid di Dartmouth. Gli acadiani mantennero inoltre stretti legami coi francesi della fortezza di Louisbourg e di Fort Beauséjour.
Nel corso della guerra franco-indiana (il teatro nordamericano della guerra dei sette anni), gli britannici colsero l'occasione non solo per neutralizzare la minaccia posta in essere dagli acadiani, ma anche di interrompere le linee di rifornimento del forte di Louisbourg, deportando gli acadiani altrove.
Prima dell'espulsione, gli britannici arrestarono tutti i loro capi.

## Campagna militare

### Chignecto
Dopo la caduta di Fort Beauséjour (1755), la prima ondata di espulsione degli acadiani ebbe inizio nella regione dell'istmo di Chignecto. Sotto la direzione del colonnello Robert Monckton, il 10 agosto, il tenente colonnello John Winslow fece arrestare quattrocento sospetti collaboratori dei francesi e li fece portare a Fort Cumberland (già Fort Beauséjour). Fece imprigionare altri 86 acadiani a Fort Lawrence. Il numero dei prigionieri si attestava a un terzo di tutti gli acadiani della regione; molti fuggirono verso altre regioni. I prigionieri vennero tenuti nel fort sino all'arrivo di trasporti militari che li portarono altrove.
Ad un mese dall'inizio dell'espulsione, il 2 settembre, Charles Deschamps de Boishébert organizzò la resistenza dei miliziani mi'kmaq e acadiani nella regione, sconfiggendo le forze britanniche nella battaglia di Petitcodiac. Quasi un mese dopo, il 1º ottobre, i prigionieri acadiani detenuti a Fort Lawrence riuscirono a fuggire. Joseph Broussard (Beausoleil) fu uno dei fuggitivi.
Il 13 ottobre, un convoglio di otto trasporti portò 1782 prigionieri dal bacino di Chignecto verso la California e la Georgia sotto scorta di tre men–of–war britanniche. Gli acadiani di Chignecto erano considerati i più ribelli. Una volta lasciata la posizione, il generale Monckton diede ordine di bruciare tutti i villaggi acadiani per impedire il ritorno degli abitanti sul sito.
Il 15 novembre 1755, l'ufficiale britannico John Thomas incendiò il villaggio di Tentatmar (odierna Sackville), distruggendo la chiesa locale e novantasette altre costruzioni.

### Cobequid

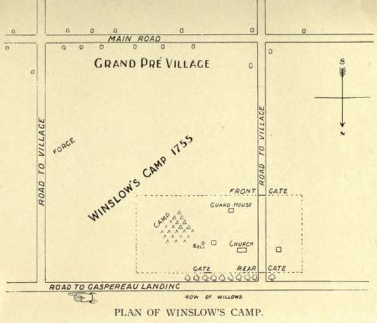
L'accampamento di Winslow, Grand Pré (Nuova Scozia)

Il 15 agosto, agli ordini del generale Monckton, il capitano Thomas Lewis, Abijah Willard e altri 250 uomini iniziarono a distruggere due villaggi presso Cobequid: Tatamagouche e Remsheg (attuale Wallace). Gli britannici scelsero di distruggere questi villaggi prima dell'espulsione degli acadiani dal momento che questi erano il principale centro di produzione di risorse per Louisbourg.  Willard radunò i suoi uomini a Tatamagouche in una casa acadiana. Si asscurò che tutti i cannoni del villaggio fossero stati confiscati e notificò quindi agli acadiani che sarebbero stati presi come prigionieri, iniziando poco dopo la distruzione delle strutture di allevamento. Il 16 agosto, Lewis diede fuoco a dodici case ed alla cappella locale. Willard continò a bruciare altre quattro case e diverse fattorie il 17 agosto.
Il capitano Lewis si portò con 40 uomini a Remsheg e qui fece prigioniere tre famiglie distruggendo diverse costruzioni. Lewis tornò a Fort Cumberland il 26 agosto coi propri prigionieri.
L'11 settembre, Lewis venne inviato da Fort Cumberland a distruggere il resto del Cobequid, una regione che includeva l'attuale insediamento di Truro e si estendeva attorno al Petite Rivière (Walton) sino alla baia di Cobequid ed alle Cinque Isole. Lewis scoprì ad ogni modo che gran parte dell'area era disabitata perché personaggi come Noël Doiron, erano già fuggiti abbandonando le loro fattorie e si erano portati all'Ile Saint-Jean (attuale Isola del Principe Edoardo). Dal 23 al 29 settembre, Lewis diede nuovamente fuoco alla campagna.

### Grand Pré

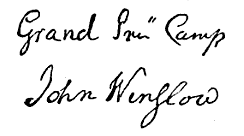
Firma di John Winslow, Grand Pré (Nuova Scozia)

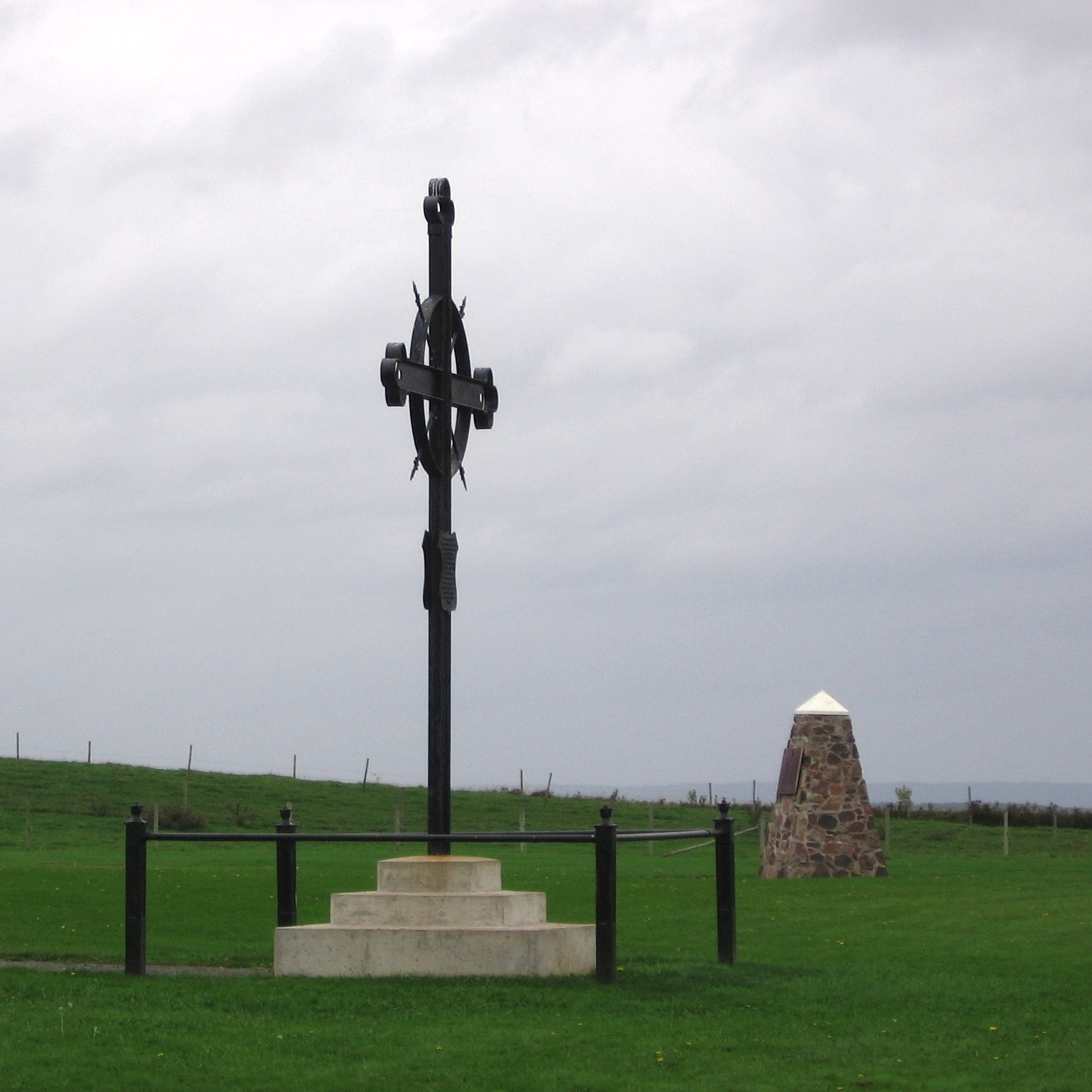
Memoriale degli acadiani, Hortonville (Nuova Scozia), che segna il punto da dove partirono le deportazioni

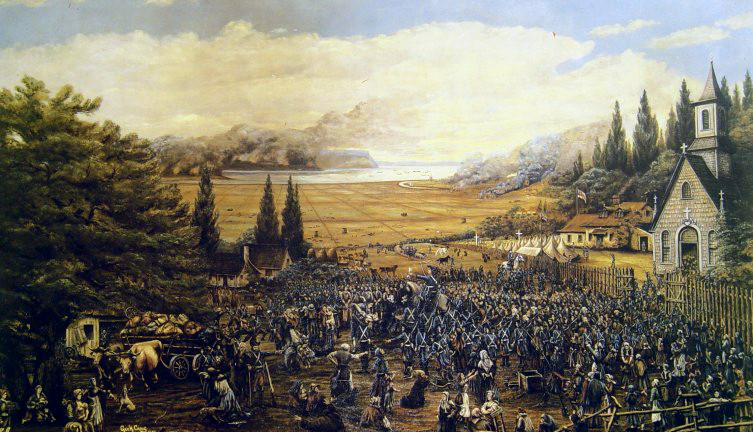
Grand Pré: la deportazione degli acadiani

Il 18 agosto 1755, otto giorni dopo che gli acadiani vennero imprigionati a Chignecto, il tenente colonnello John Winslow giunse a Grand-Pré con 315 uomini, e pose il proprio quartier generale nella chiesa locale. 418 acadiani si trovavano nell'area e vennero imprigionati nella chiesa di Saint-Charles-des-Mines il 5 settembre, dove vennero tenuti per cinque settimane. Winslow li informò che i loro beni personali sarebbero passati ora alla Corona e che le loro famiglie sarebbero state deportate con loro.
Sei giorni dopo la prigionia, per timore di una ribellione, Winslow spostò 230 prigionieri a bordo di una nave in attesa di essere deportati.
Il 13 ottobre, più di 2000 acadiani vennero caricati presso il fiume Gaspereau a bordo di cinque trasporti ancorati alla foce del fiume. Dopo aver lasciato il posto, Winslow iniziò ad incendiare i villaggi acadiani per impedire il ritorno degli abitanti. Vennero incendiate 276 stalle, 255 case, 11 mulini e un gruppo di case sparse attorno a Grand Pré.

### Piziquid

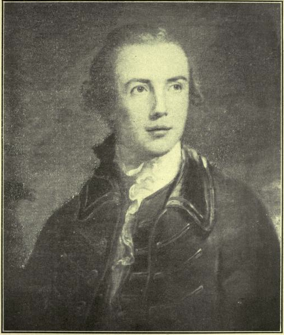
Il capitano Alexander Murray

Nel contempo, Winslow lesse l'ordine di espulsione a Grand Pré, il 5 settembre alle 15:00 al seguito del capitano Alexander Murray che lo lesse a sua volta ai 183 acadiani imprigionati a Fort Edward. Il 20 ottobre, 920 acadani di Piziquid vennero caricati a bordo di quattro trasporti. A differenza delle vicine comunità di Grand Pré, le strutture di Pisiquid non vennero incendiate. Pertanto, quando giunsero i planters dalle Nuova Inghilterra, molte case, stalle e mulini si trovavano ancora sul sito.
Nell'aprile del 1757, un gruppo di acadiani e di mi'kmaq razziò il magazzino di Fort Edward, uccidendo tredici soldati britannici e dando poi fuoco alla struttura. Alcuni giorni dopo, il medesimo gruppo razziò Fort Cumberland.
Anche se prigionieri, gli acadiani dovettero assistere i planters del Nuova Inghilterraa fondare nuove strutture. Quando la guerra terminò, anziché rimanere e lavorare come subordinati, gli acadiani preferirono insediarsi coi loro compatrioti nell'attuale Nuovo Brunswick e a Saint-Pierre e Miquelon.

### Annapolis Royal
Ad Annapolis Royal, il maggiore John Handfield fu il responsabile dell'espulsione degli acadiani. L'espulsione fu lenta, ma l'8 dicembre 1755 gli acadiani vennero infine imbarcati a bordo di sette vascelli scortati da una man-of-war. Quasi trecento acadiani riuscirono però a fuggire alla deportazione.

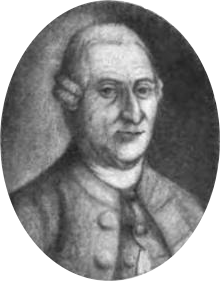
John Thomas, il chirurgo britannico che tenne un diario sugli eventi nel 1755

La nave partì l'8 dicembre con a bordo 32 famiglie acadiane (225 prigionieri in tutto), facendo rotta verso la Carolina del Nord. A questi successivamente si unì un gruppo della tribù dei Maliseet.
Alcune famiglie acadiane della zona fuggirono nella foresta a nord di Annapolis presso Morden. Molti morirono nell'inverno successivo, ma altri riuscirono a raggiungere il Nuovo Brunswick.
Nel dicembre del 1757, mentre tagliava della legna presso Fort Anne, John Weatherspoon venne catturato dagli indiani (presumibilmente Mi'kmaq) e portato presso la foce del fiume Miramichi. Qui venne venduto o scambiato coi francesi e portato a Quebec, dove rimase sino alla fine del 1759 e combatté nella battaglia delle piane di Abraham, quando le forze del generale Wolfe riuscirono ad avere la meglio sui francesi.
50-60 acadiani riuscirono a sfuggire e si diressero verso l'isola di Cape Sable (a sud della Nuova Scozia) e da qui presero parte a diversi raid su Luneburg.

## Conseguenze
Alla fine della campagna, più di 7000 acadiani erano stati deportati della Nuova Inghilterrae in altre colonie britanniche. I francesi, i nativi e gli acadiani condussero una guerriglia contro gli britannici nei successivi quattro anni, compiendo ad esempio diversi raid su Lunenburg. La seconda ondata di deportazioni iniziò dopo l'assedio di Louisbourg. Gli britannici diedero il via alla campagna del St. John River, alla campagna del fiume Petitcodiac, alla campagna dell'Ile Saint-Jean e alla campagna del golfo di St. Lawrence.